# Nohea umiumi
Nohea umiumi är en svampart som beskrevs av Kohlm. & Volkm.-Kohlm. 1991. Nohea umiumi ingår i släktet Nohea och familjen Halosphaeriaceae.   Inga underarter finns listade i Catalogue of Life.